# Rivera Galeana
Rivera Galeana es una localidad del estado mexicano de Chiapas. Es parte del municipio de San Andrés Duraznal.

## Toponimia
El nombre «Galeana» rinde homenaje a Hermenegildo Galeana, héroe de la Independencia de México.

## Demografía
| Gráfica de evolución demográfica |
|                                  |

| Censo | Población |
| ----- | --------- |
| 1940  | 119       |
| 1950  | 118       |
| 1960  | 142       |
| 1970  | 129       |
| 1980  | 247       |
| 1990  | 419       |
| 2000  | 516       |
| 2010  | 786       |
| 2020  | 1 079     |